# دييغو ريفارولا
دييغو ريفارولا (بالإسبانية: Diego Rivarola)‏ (14 يوليو 1976 بمندوزا في الأرجنتين - ) هو لاعب كرة قدم أرجنتيني في مركز الهجوم. لعب مع أرجنتينوس جونيورز وريفر بليت ونادي أطلس ونادي أونيفرسيداد دي تشيلي ونادي أيك لارنكا ونادي بالستينو وسانتياغو مورنينغ ‏ وأتليتكو بلاتينسي ‏ وأتلتيكو ماراكايبو ‏ وألكي لارانكا ‏.

## وصلات خارجية
- دييغو ريفارولا على موقع قاعدة بيانات كرة القدم.إي يو (الإنجليزية)
- دييغو ريفارولا على موقع Soccerway.com (الإنجليزية)
- دييغو ريفارولا على موقع عالم كرة القدم.نت (الإنجليزية)